# Plåtsax

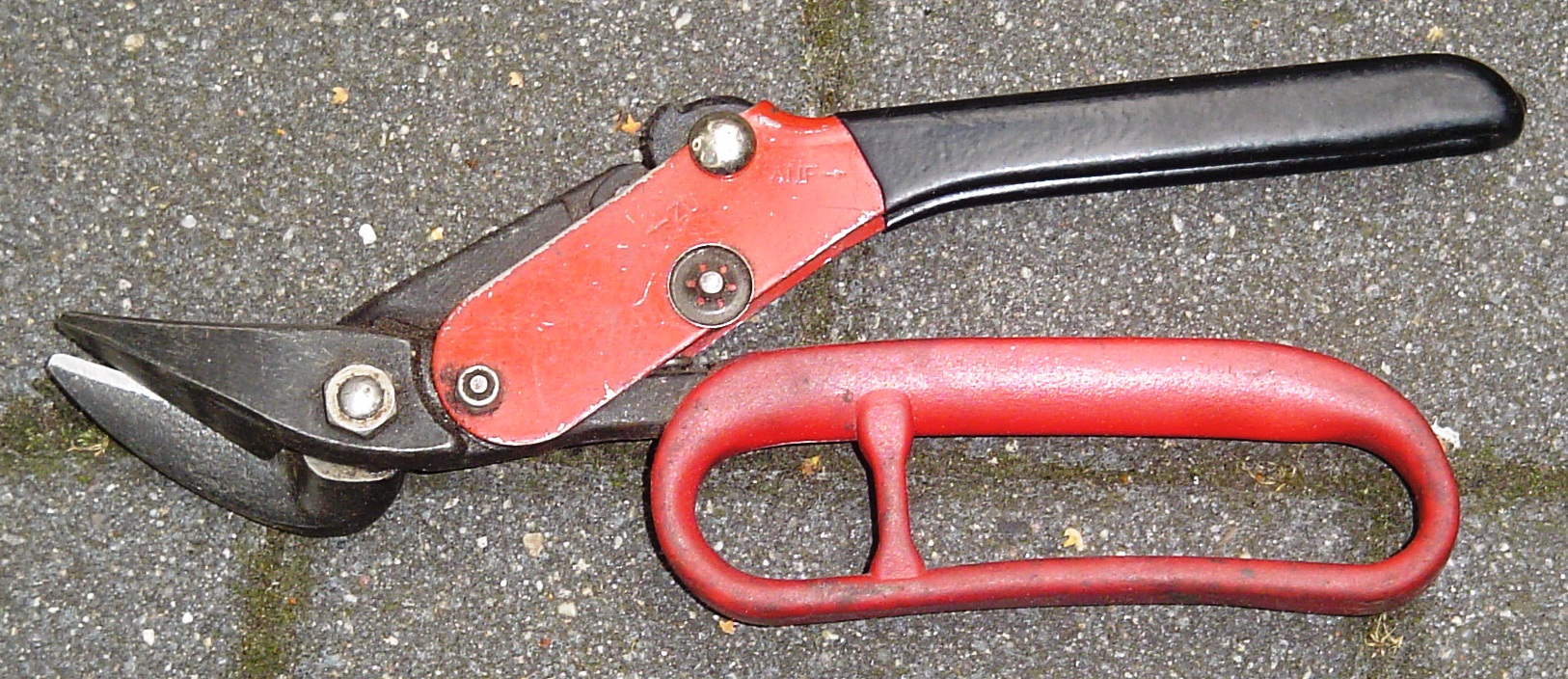
Plåtsax.

Plåtsaxar används för att klippa plåt genom skjuvning, och har i Sverige använts åtminstone sedan vikingatiden medan fynd från antikens Rom är daterade till 100-400 e.Kr.
En handhållen plåtsax  är ett saxliknande redskap för att klippa tunnare plåt upp till 1 mm tjocklek och finns utformad som rak-, höger- och vänsterplåtsax. En rak plåtsax klipper en rak linje, medan en högersax klipper i en kurva åt höger och en vänstersax klipper i en kurva åt vänster. Tillverkarna väljer själva färg på skänklarna, men vanligen har den raka gula handtag, medan kurvsaxarna har samma färger som på fartyg: röd för vänster och grön för höger. Den ursprungliga saxtypen med långa skänklar och kort käft för kraft enbart genom hävarm har alltmer ersatts av utväxlade plåtsaxar, där länkarmar ökar kraften vid samma skänkellängd. 
Det är viktigt att endast använda plåtsaxen till dess speciella ändamål. Den förstörs om man klipper tråd med den, till det ska bultsaxen brukas.
I Mästermyrs träskmarker vid Hemse, Gotland gjordes 1936 fyndet av en träkista innehållande en mängd välbevarade verktyg från slutet av 1000-talet e.Kr., däribland en plåtsax.

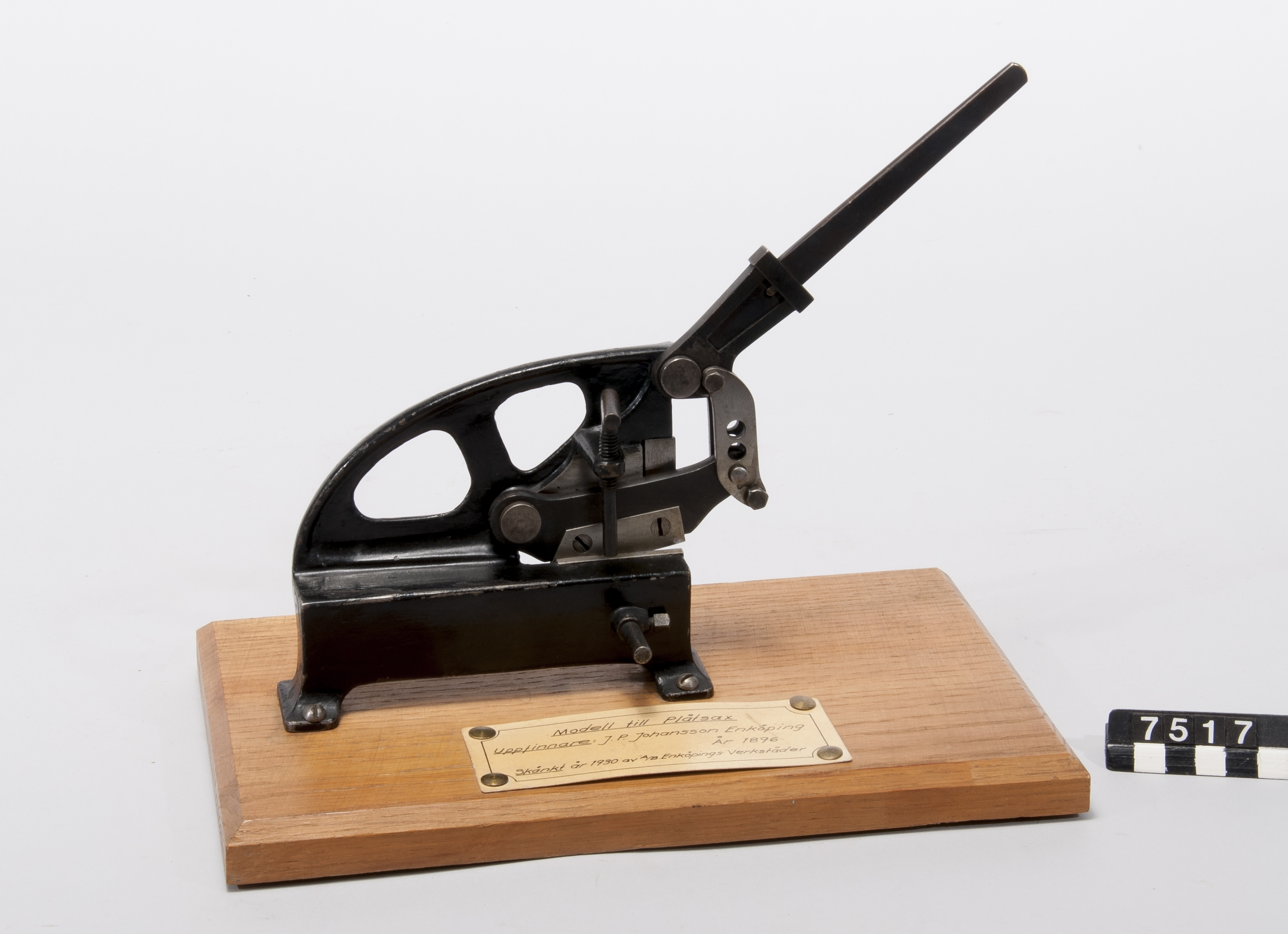
Tidig bänksax från slutet av 1800-talet. Foto: Peter Häll, tekniska museet

Den större så kallade bänksaxen är ett fast verktyg som kan förses med utbytbara skär. Den kan klippa såväl tjockare plåt som rundjärn, plattjärn och liknande.

## Industriella gradsaxar)

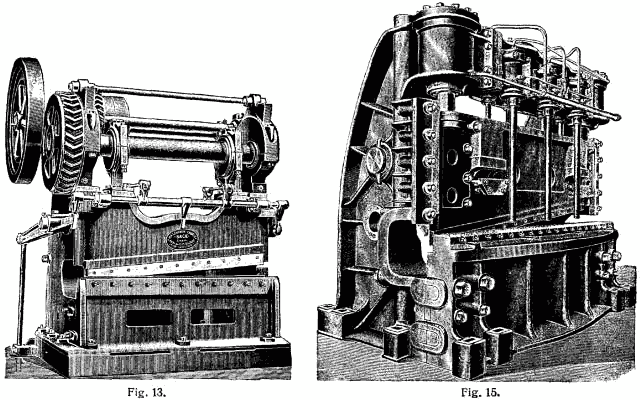
Äldre gradsaxar.

Gradsaxar benämns de maskiner i varierande storlek, som användes för att klippa plåt industriellt.
Haco från Belgien, har gradsaxar i standardmodeller som klipper upp till 32 mm tjockt normalstål, från 2 m till 6 m längder.